# Сухопутні війська Китайської Республіки

Сухопутні війська Китайської Республіки (СВРК), раніше відомі, як Китайська націоналістична армія або Національно-революційна армія та неофіційно, як Тайванська армія,  — найбільший вид Збройних сили Китайської Республіки. Приблизно 80% армії РК розташовано на Тайвані, а решта розміщені на островах Пенху, Цзіньмень, Мацзу, Дунша та Тайпінґ.
Від часів Громадянської війни в Китаї, жодного перемир'я чи мирного договору ніколи не було підписано, тому як останню лінію захисту від можливого вторгнення Народно-визвольної армії (PLA), основний фокус зосереджено на обороні й контрнаступі проти морської десантної операції та міських бойових діях.

## Історія

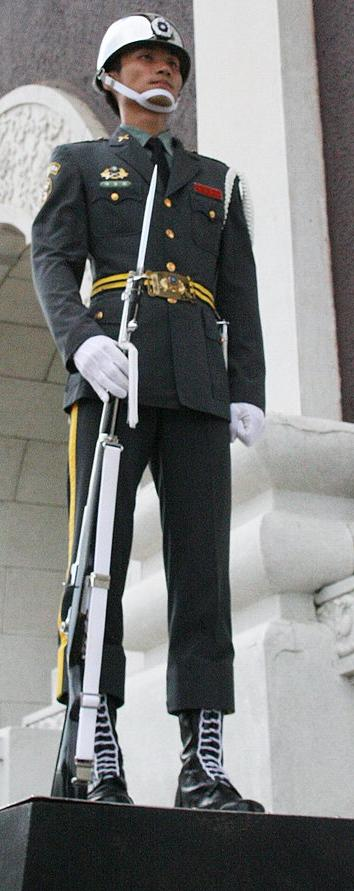
Почесна варта біля Храм мучеників національної революції в Тайбеї

Сухопутні війська Республіки Китай походять від китайської Національно-революційної армії, яка була заснована Гомінданом (KMT) Сунь Ятсена в 1924 році, коли з радянською військовою допомогою було засновано Військову академію Вампу. Військова академія Вампу, яку очолював Чан Кайші, мала завданням підготовку професійної китайської революційної армії (革命軍人) для об'єднання Китаю під час Доби мілітаристів. Вони брали участь у Північній експедиції, Другій японо-китайській війні (під час Другої світової війни) і Громадянській війні в Китаї, перш ніж евакуюватися разом з урядом Республіки Китай на Тайвань у 1949 році.
Після 1949 року армія РК брала участь у бойових діях на Кінмень і архіпелазі Дачен проти НВАК у битві при Кунінгтоу та в Першій та Другій кризі у Тайванській протоці. На додаток до цих великих конфліктів коммандос ROCA регулярно відправлялися для нальотів на узберея провінцій Фуцзянь та Гуандун. До 1970-х років заявленою місією армії було відвоювати материк у Китайської Народної Республіки. Після скасування воєнного стану в 1987 році та демократизації в 1990-х роках завдання армії РК було зміщено на захист від вторгнення НВАК островів Тайван, Пенху, Цзіньмень та Мацзу.
З огляду на скорочення чисельності збройних сил РК в останні роки, армія зазнала найбільших скорочень, оскільки військова доктрина РК почала наголошувати на важливості взаємодії з морськими силами та ПС у морі. Після цього зміщення акцентів ВМС і ПС Республіки Китай отримали перевагу над армією РК в оборонній доктрині та закупівлях озброєнь. Останні короткострокові цілі в армії включають придбання та розробку об’єднаних систем командування та управління, передових ударних гелікоптерів і бронетехніки, ракетних систем залпового вогню та польових системи ППО. Армія також перебуває в процесі переходу на повністю добровольче формування.
Під час пандемії COVID-19 Армійські підрозділи хімічного захисту використовувалися для дезінфекції громадських місць і точкової дезінфекції навколо відомих осередків хвороби. У січні 2021 року 33-тя хімічна бойова група була направлена в місто Таоюань для боротьби з осередком захворювання навколо тамтешньої лікарні.

## Організація

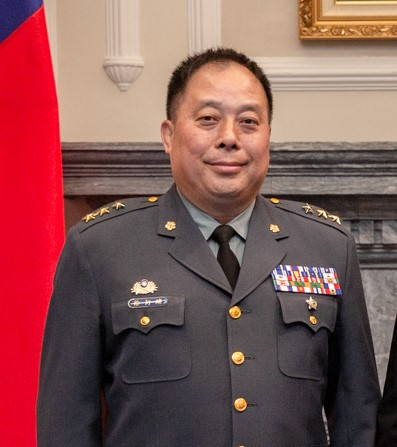
генерал Хсу Йен-Пу, чинний командувач армією РК

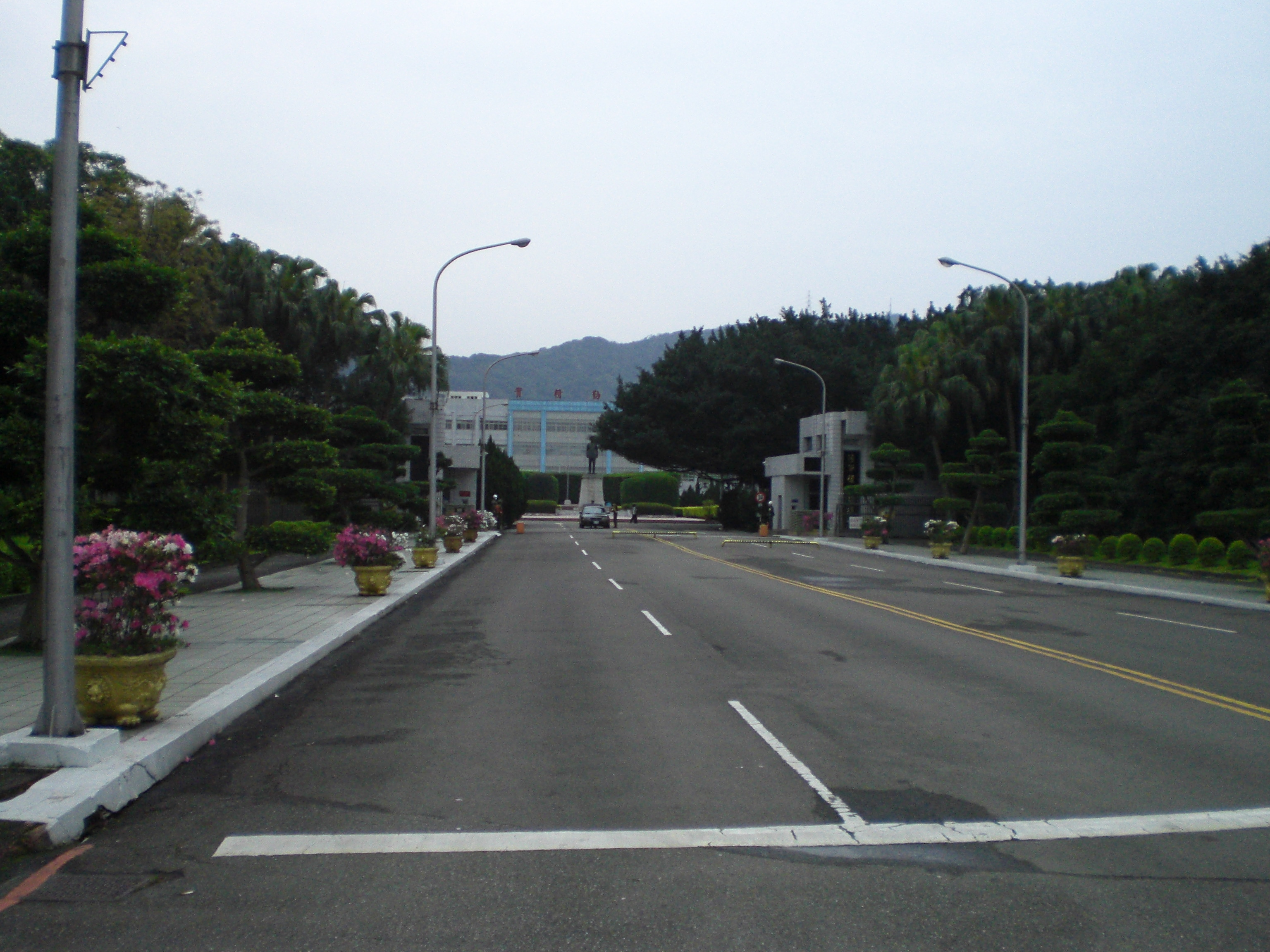
Командування матеріально-технічного забезпечення армії РК

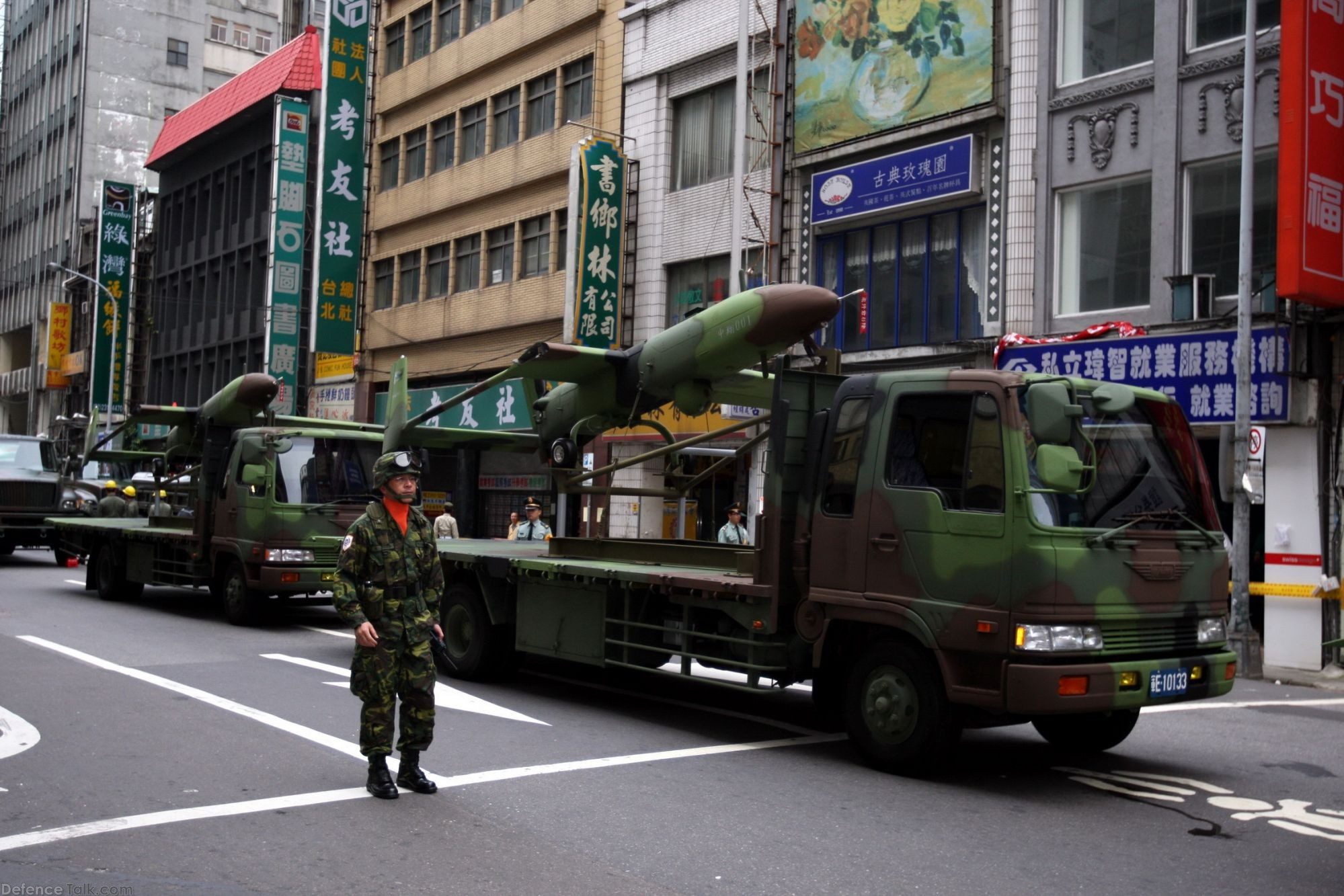
NCSIST Albatross армії РК

Поточна оперативна чисельність армії РК включає: 3 армії, 5 корпусів. Станом на 2005 рік, армійські 35 бригади включають 25 піхотних бригад, 5 танкових бригад та 3 механізованих бригад. Після 2005 року всі піхотні бригади були розформовані та передані до командування резерву.
Це оновлення відображає бойовий порядок РК на момент завершення плану реструктуризації Jinjing у 2008 році.
Було представлено новий тип підрозділу під назвою команда захисту (守備隊). Вони утворюються елементами кадрованих бригад під командуванням оборони кожного району. Чисельність групи оборони може варіюватися від одного або кількох посилених батальйонів, що робить її приблизно рівною полку. Командир команди зазвичай повний полковник.
У разі війни більшість вищого командування відступить до підземних бункерів, тунельних комплексів і командних пунктів.

## Зовнішні посилання
- ROC Army webpage (англ.)